# Nemzeti Bajnokság I 2013-14
La Nemzeti Bajnokság I 2013-14 fue la 112.ª temporada de la Primera División de Hungría. El nombre oficial de la liga fue OTP Bank Liga por razones de patrocinio. La temporada comenzó el 26 de julio de 2013 y finalizó el 1 de junio de 2014. El club Győri ETO es el defensor del título, que fue campeón tras ganar su cuarto campeonato de Hungría la pasada temporada.
Los dieciséis clubes en competencia disputan dos ruedas con un total de 30 partidos disputados por club. Al final de la temporada, los dos últimos clasificados descienden y son sustituidos por el primero y segundo de la NB2, la segunda división de Hungría. 
El campeón fue el Debreceni, que ganó su séptimo título de liga.

## Equipos
BFC Siófok y Egri FC terminaron la temporada 2012-13 en los dos últimos lugares y por lo tanto fueron relegados a la NBII.
Los dos equipos descendidos fueron reemplazados por los campeones de los dos grupos de la NBII 2012/13, Mezőkövesd-Zsóry SE del grupo "Este" y Puskás FC del grupo "Oeste". Cada uno de los dos primeros equipos ascendieron a la primera división.
| Pos | Descendidos de Nemzeti Bajnokság I |
| --- | ---------------------------------- |
| 15º | BFC Siófok                         |
| 16º | Egri Futball Club                  |

| Pos | Ascendidos de Nemzeti Bajnokság II |
| --- | ---------------------------------- |
| 1º  | Mezőkövesd-Zsóry SE (Este)         |
| 1º  | Puskás FC (Oeste)                  |

## Clubes
| Club                 | Ciudad         | Estadio                  | Capacidad | 2012-13    |
| -------------------- | -------------- | ------------------------ | --------- | ---------- |
| Honvéd Budapest FC   | Budapest       | Bozsik Stadion           | 9.500     | 3°         |
| Debreceni VSC        | Debrecen       | Oláh Gábor utcai         | 10.200    | 6°         |
| Diósgyori VTK        | Miskolc        | DVTK Stadion             | 11.398    | 10°        |
| Ferencvárosi TC      | Budapest       | Albert Flórián           | 15.804    | 5°         |
| Győri ETO FC         | Győr           | ETO Park                 | 15.600    | 1º         |
| Kaposvári Rákóczi FC | Kaposvár       | Kaposvár Rákóczi         | 7.000     | 11°        |
| Kecskeméti TE        | Kecskemét      | Széktói Stadion          | 6.320     | 7°         |
| Lombard-Pápa TFC     | Pápa           | Perutz Stadion           | 5.500     | 14°        |
| Mezőkövesd-Zsóry SE  | Mezokövesd     | Mezokövesdi Városi       | 2.571     | NBII Este  |
| MTK Budapest FC      | Budapest       | Estadio Nándor Hidegkuti | 7.515     | 4°         |
| Paksi SE             | Paks           | Fehérvári úti stadion    | 4.400     | 13°        |
| Pécsi MFC            | Pécs           | PMFC Stadion             | 7.000     | 12°        |
| Puksás AFC           | Felcsút        | Pancho Arena             | 3.000     | NBII Oeste |
| Szombathelyi Haladás | Szombathely    | Rohonci úti stadion      | 9.500     | 8°         |
| Újpest FC            | Budapest       | Estadio Ferenc Szusza    | 13.501    | 9°         |
| Videoton FC          | Székesfehérvár | Sóstói Stadion           | 14.300    | 2°         |

## Tabla de posiciones
|                 |     | Equipo               | PJ | PG | PE | PP | GF | GC | DG  | PTS |
| --------------- | --- | -------------------- | -- | -- | -- | -- | -- | -- | --- | --- |
| Clasificó a UCL | 1.  | Debreceni VSC        | 30 | 18 | 8  | 4  | 66 | 33 | +33 | 62  |
| Clasificó a UEL | 2.  | Győri ETO            | 30 | 18 | 8  | 4  | 58 | 32 | +26 | 62  |
| Clasificó a UEL | 3.  | Ferencváros          | 30 | 17 | 6  | 7  | 47 | 33 | +14 | 57  |
|                 | 4.  | Videoton FC          | 30 | 15 | 8  | 7  | 52 | 31 | +21 | 53  |
| Clasificó a UEL | 5.  | Diósgyőri VTK        | 30 | 12 | 11 | 7  | 45 | 38 | +7  | 47  |
|                 | 6.  | Haladás Szombathely  | 30 | 12 | 10 | 8  | 37 | 31 | +6  | 46  |
|                 | 7.  | Pécsi MFC            | 30 | 12 | 9  | 9  | 41 | 38 | +3  | 45  |
|                 | 8.  | MTK Budapest         | 30 | 11 | 7  | 12 | 42 | 36 | +6  | 40  |
|                 | 9.  | Honvéd Budapest      | 30 | 10 | 6  | 14 | 37 | 39 | -2  | 36  |
|                 | 10. | Kecskeméti           | 30 | 9  | 9  | 12 | 36 | 51 | -15 | 36  |
|                 | 11. | Paksi SE             | 30 | 8  | 10 | 12 | 39 | 42 | -3  | 34  |
|                 | 12. | Lombard Pápa         | 30 | 9  | 6  | 15 | 32 | 50 | -18 | 33  |
|                 | 13. | Újpest Budapest (C)  | 30 | 8  | 8  | 14 | 46 | 51 | -5  | 32  |
|                 | 14. | Puskás Akadémia (A)  | 30 | 8  | 7  | 15 | 36 | 51 | -15 | 31  |
| Descendió       | 15. | Mezőkövesd-Zsóry (A) | 30 | 6  | 6  | 18 | 27 | 52 | -25 | 24  |
| Descendió       | 16. | Kaposvári Rákóczi    | 30 | 4  | 7  | 19 | 21 | 54 | -33 | 19  |

- (C) Campeón de la Copa de Hungría.
- (A) Ascendido la temporada anterior.

|  | Clasificado para la Liga de Campeones de la UEFA 2014-15. |
|  | Clasificado para la Liga Europea de la UEFA 2014-15.      |
|  | Desciende a la Nemzeti Bajnokság II.                      |

## Máximos goleadores
Actualizado el 1 de junio de 2014. Fuente: MLSZ 
| Pos. | Jugador          | Club            | Goles |
| ---- | ---------------- | --------------- | ----- |
| 1    | Attila Simon     | Paksi SE        | 18    |
| 1    | Nemanja Nikolić  | Videoton        | 18    |
| 3    | László Lencse    | Puskás Akadémia | 15    |
| 4    | András Radó      | Haladás         | 14    |
| 5    | Krisztián Koller | Pécsi MFC       | 12    |
| 6    | Dániel Böde      | Ferencváros     | 11    |
| 7    | József Kanta     | MTK Budapest    | 10    |
| 7    | Ibrahima Sidibe  | Debreceni VSC   | 10    |

## Nemzeti Bajnokság II
En la segunda división (Nemzeti Bajnokság II) compitieron 16 clubes, dos equipos fueron ascendidos a la Nemzeti Bajnokság I y tres clubes fueron relegados a la Nemzeti Bajnokság III, tercera división del fútbol Húngaro.
|  |     | Equipo                | PJ | PG | PE | PP | GF | GC | DG  | PTS |
|  | --- | --------------------- | -- | -- | -- | -- | -- | -- | --- | --- |
|  | 1.  | Nyíregyháza Spartacus | 30 | 20 | 6  | 4  | 57 | 23 | +34 | 66  |
|  | 2.  | Dunaújváros PASE      | 30 | 19 | 5  | 6  | 50 | 25 | +25 | 62  |
|  | 3.  | Gyirmót FC            | 30 | 17 | 6  | 7  | 63 | 33 | +30 | 57  |
|  | 4.  | Vasas Budapest        | 30 | 16 | 4  | 10 | 59 | 43 | +16 | 52  |
|  | 5.  | BFC Siófok            | 30 | 13 | 10 | 7  | 44 | 36 | +8  | 49  |
|  | 6.  | Békéscsaba Előre      | 30 | 12 | 7  | 11 | 50 | 43 | +7  | 43  |
|  | 7.  | FC Ajka               | 30 | 12 | 7  | 11 | 46 | 44 | +2  | 43  |
|  | 8.  | Balmazújvárosi FC     | 30 | 11 | 8  | 11 | 49 | 48 | +1  | 41  |
|  | 9.  | Zalaegerszegi TE      | 30 | 9  | 12 | 9  | 43 | 48 | –5  | 39  |
|  | 10. | Soproni VSE           | 30 | 10 | 8  | 12 | 40 | 47 | –7  | 38  |
|  | 11. | Szigetszentmiklósi    | 30 | 10 | 7  | 13 | 31 | 41 | –10 | 37  |
|  | 12. | Szolnoki MÁV          | 30 | 10 | 6  | 14 | 39 | 41 | –2  | 36  |
|  | 13. | Ceglédi VSE           | 30 | 9  | 4  | 17 | 33 | 53 | –20 | 31  |
|  | 14. | Várda SE              | 30 | 7  | 10 | 13 | 39 | 44 | –5  | 31  |
|  | 15. | Kozármisleny SE       | 30 | 5  | 6  | 19 | 24 | 49 | –25 | 21  |
|  | 16. | FC Tatabánya          | 30 | 4  | 6  | 20 | 24 | 73 | –49 | 18  |

|  | Ascenso a la Nemzeti Bajnokság I.     |
|  | Desciende a la Nemzeti Bajnokság III. |